# Yutong
Yutong (volledig Zhengzhou Yutong Group Co., Ltd.) is een Chinese autofabrikant met als basis Zhengzhou, Henan, China. Yutong werd in 1963 opgericht als Zhengzhou Bus Repair Factory.

## Geschiedenis
De oorsprong van Yutong kan worden herleidt tot de Zhengzhou Bus Repair Factory, welke in 1963 werd opgericht. In 1993 werd Zhengzhou Yutong Bus Co., Ltd. opgericht en in maart 1997 was het bedrijf, het eerste busbedrijf dat verscheen op de Shanghai Stock Exchange. In 1998 opende Yutong zijn eigen busfabriek genaamd, het Yutong Industrial Park in Zhengzhou voor een bedrag van ¥400 miljoen ($50.000.000 in 1999), dat destijds de grootste busfabriek in Azië was.
In 2005 had Yutong een marktaandeel van 22% in bussen en touringcars in heel China, en was daarmee de grootste busfabrikant van China geworden. Bovendien had het bedrijf een prijs gewonnen van de World Bus Alliance voor beste fabrikant in China. In maart 2005 begon Yutong met de export van bussen wereldwijd naar markten zoals Zuid-Amerika, Australië en Europa.
Yutong betrad de markt voor elektrische bussen voor het eerst met de opening van zijn 'New Energy'-productielocatie in 2012, en opende in 2014 het National Research Center on Electronic Control and Safety Engineering Technology of Electric Buses in samenwerking met de Chinese overheid. In 2015 voerde Yutong 's werelds eerste proeven uit met een autonome bus, waarbij de zelfrijdende technologie werd gedemonstreerd tijdens een rit van 32,6 kilometer over een snelweg tussen de steden Zhengzhou en Kaifeng. In 2018 had Yutong meer dan 64.000 bussen en touringcars geëxporteerd, waarvan er bijna 25.000 op batterijen of CNG reden.

### Yutong Heavy Industries
In 1956 werd Zhengzhou Heavy Machinery Works opgericht.. Dit bedrijf richtte zicht vooral op machines voor (zwaar) industrieel gebruik, zoals graafmachines en cementwagens. Het bedrijf werd onderdeel van Yutong in 1992 en hernoemd naar Zhengzhou Yutong Heavy Industries Co.. In 2003 werd het officieel een van de kernonderdelen van Yutong en werd later hernoemd naar Yutong Heavy Industries Co. Ltd..

## Producten
Anno 2025 produceert en/of produceerde Yutong verschillende busmodellen. Hieronder een overzicht van enkele bussen in hun productengamma;
Dit overzicht is mogelijk incompleet; u kunt helpen door het uit te breiden.
- 830
- 952A
- 956H6
- 966H
- 988H
- AB14
- City Master
- C9
- C11
- C12
- C13
- D8
- D14
- E7S
- E8
- E9
- E9L
- E10
- E11
- E12
- E12DD
- E15
- E18
- GT14
- H10
- IC10
- IC12
- ICE12
- T7
- T12
- T13
- T14
- T15
- TC12
- TL210H
- U10
- U11DD
- U12
- U12DD
- U13
- U15
- U18
- V6
- WZ30-25
- YT3621
- YT3761
- YTQH300
- YTQH400A
- YTQU50
- ZK5180A
- ZK6100HB
- ZK6105
- ZK6107H
- ZK6108HG
- ZK6115D
- ZK6118HGA
- ZK6119H2
- ZK6120D1
- ZK6120HR
- ZK6122H9
- ZK6122HD9
- ZK6126D
- ZK6126HG
- ZK6129H9
- ZK6128HG
- ZK6129HCA
- ZK6122HD9
- ZK6186HG
- ZK6669DX
- ZK6752N1
- ZK6729DX
- ZK6890HG

## Fotogalerij

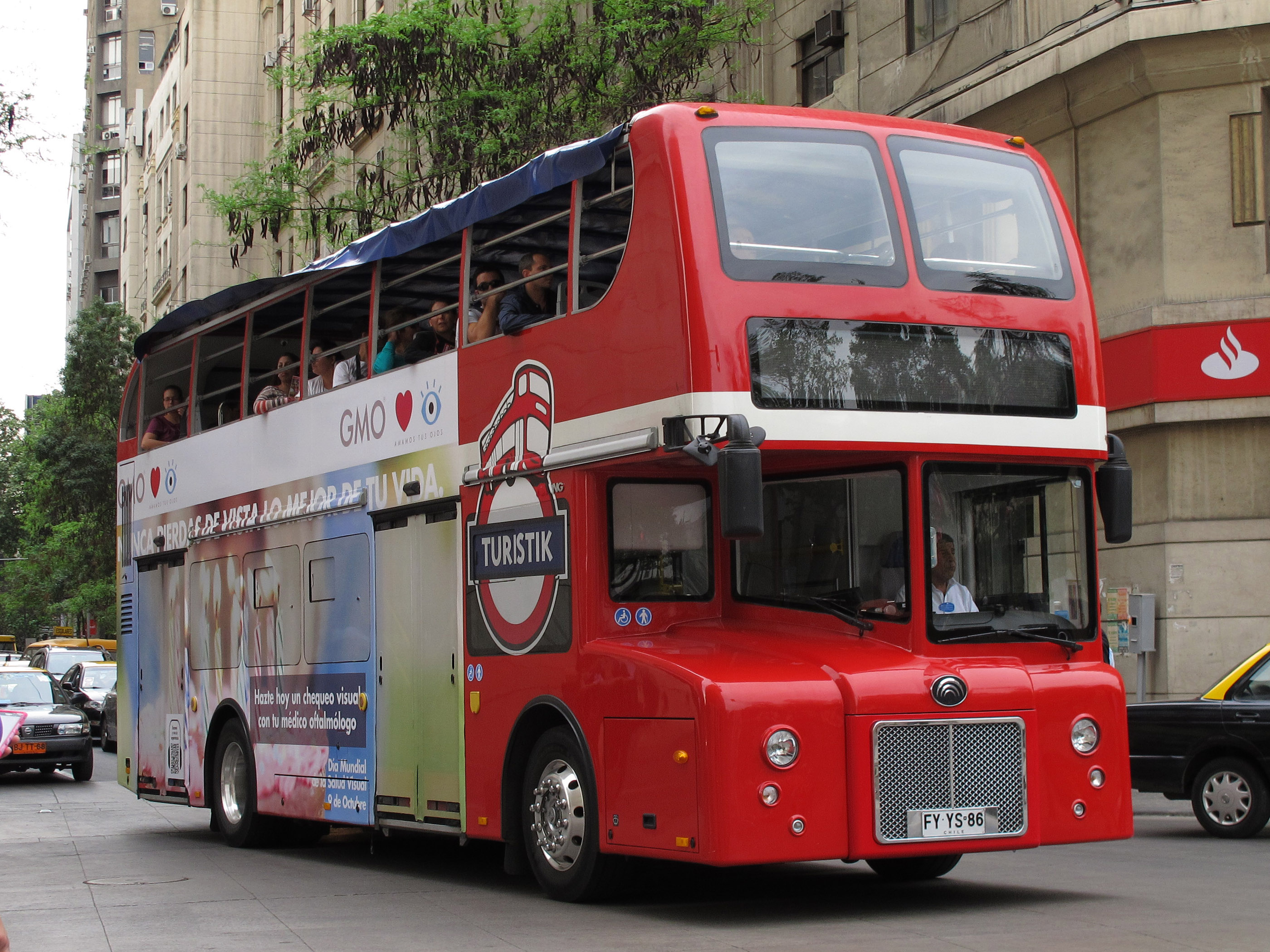
Yutong City Master in Skopje, Noord-Macedonië
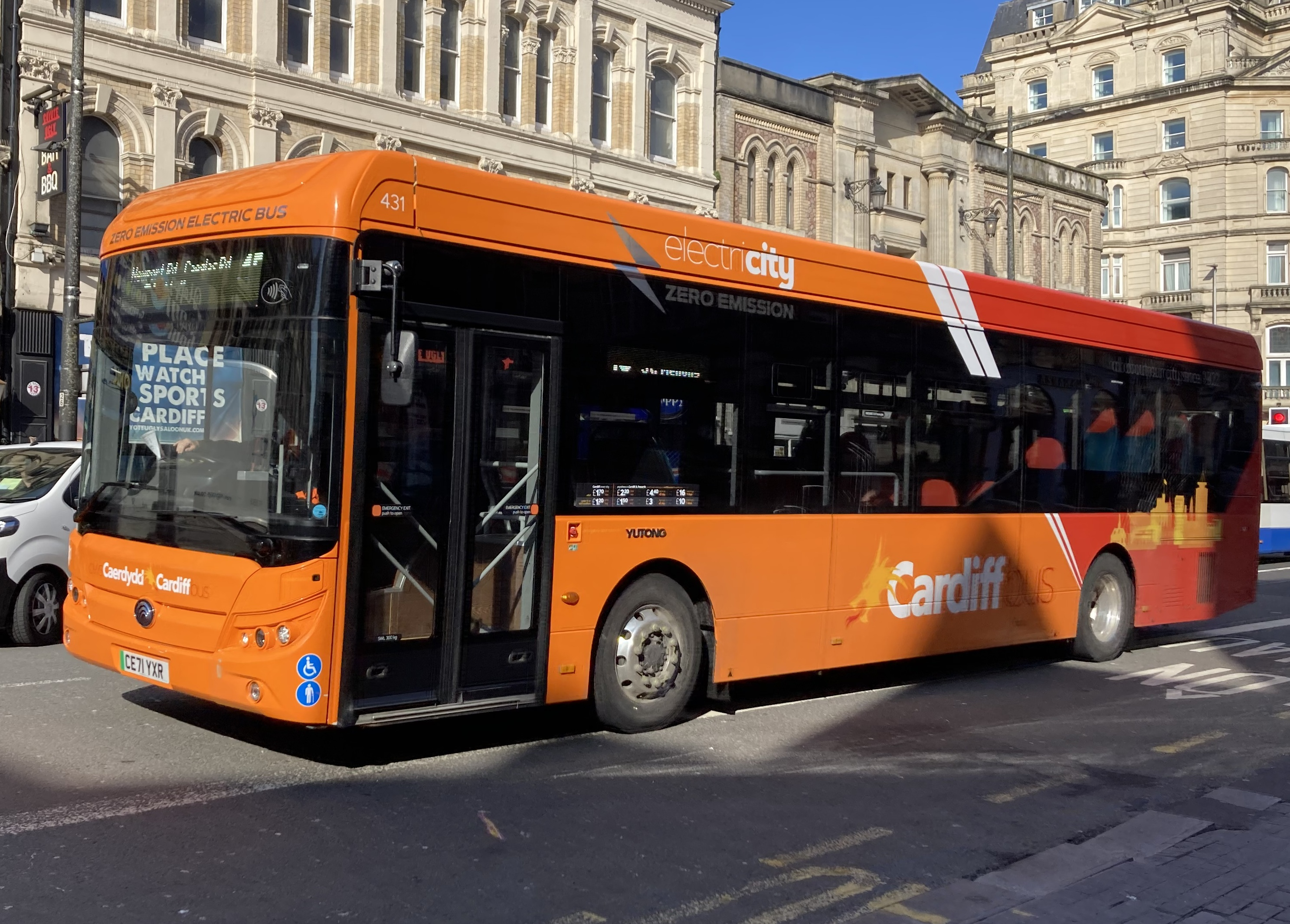
Yutong E12 in Cardiff, Wales
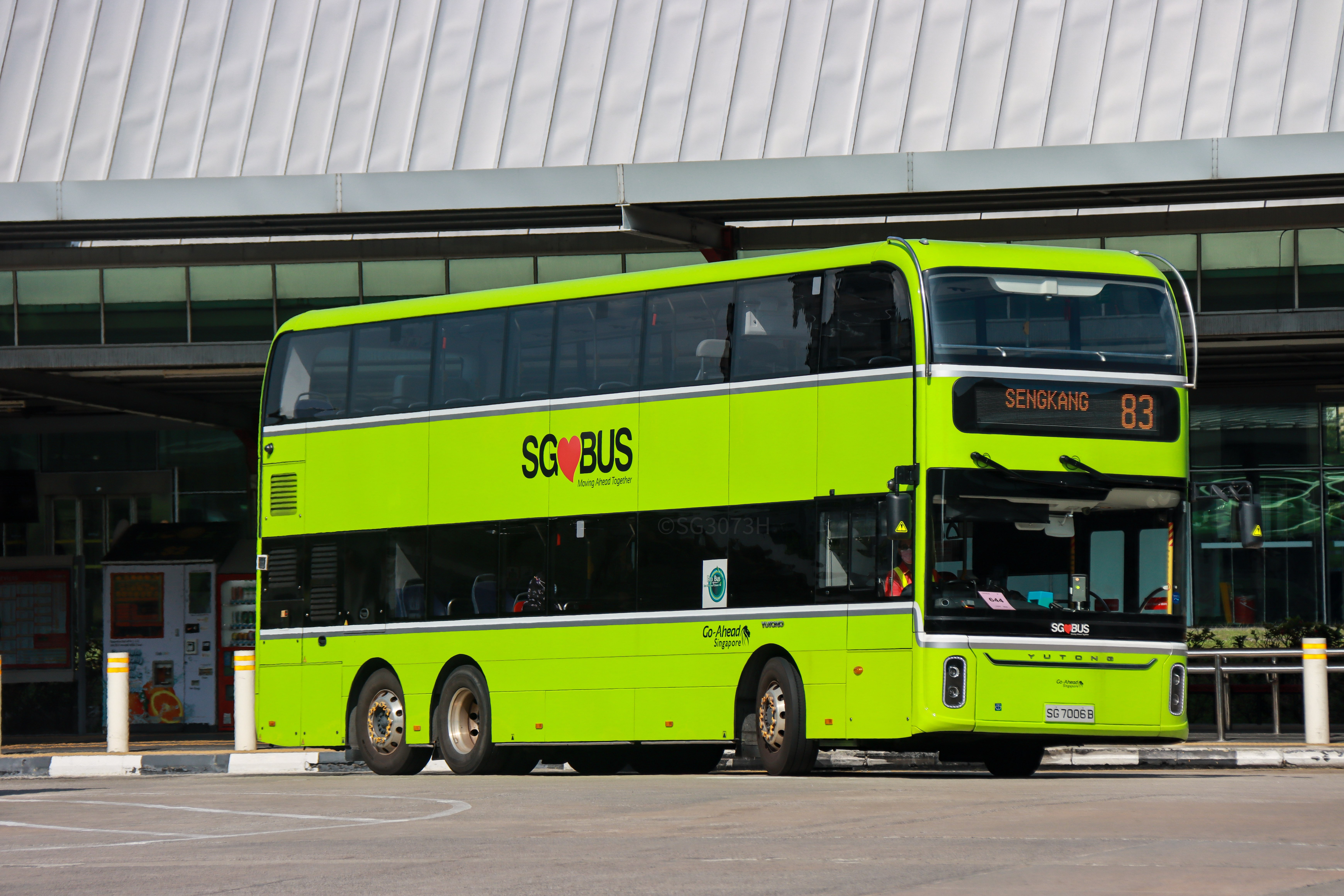
Yutong E12DD in Singapore
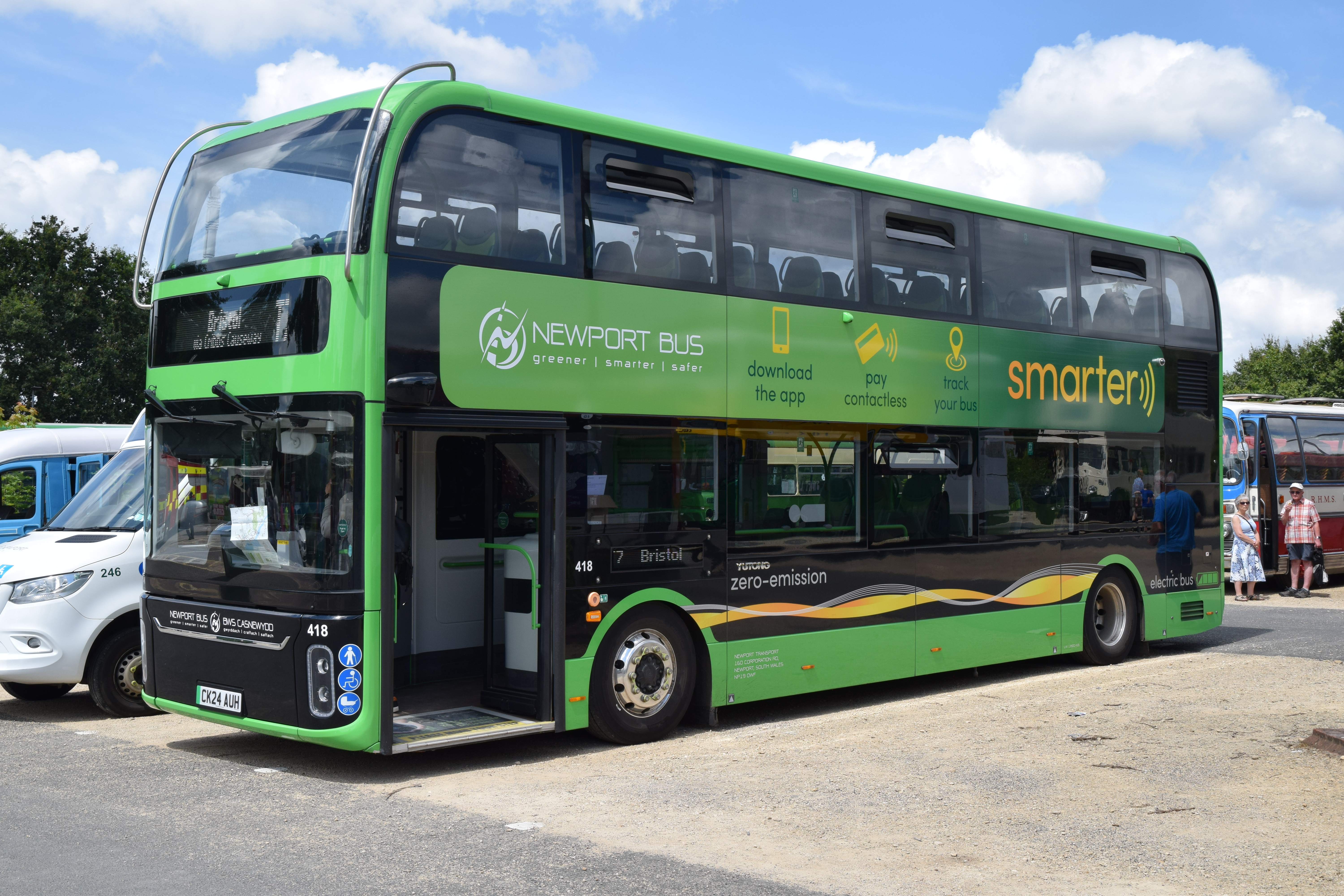
Yutong U11DD
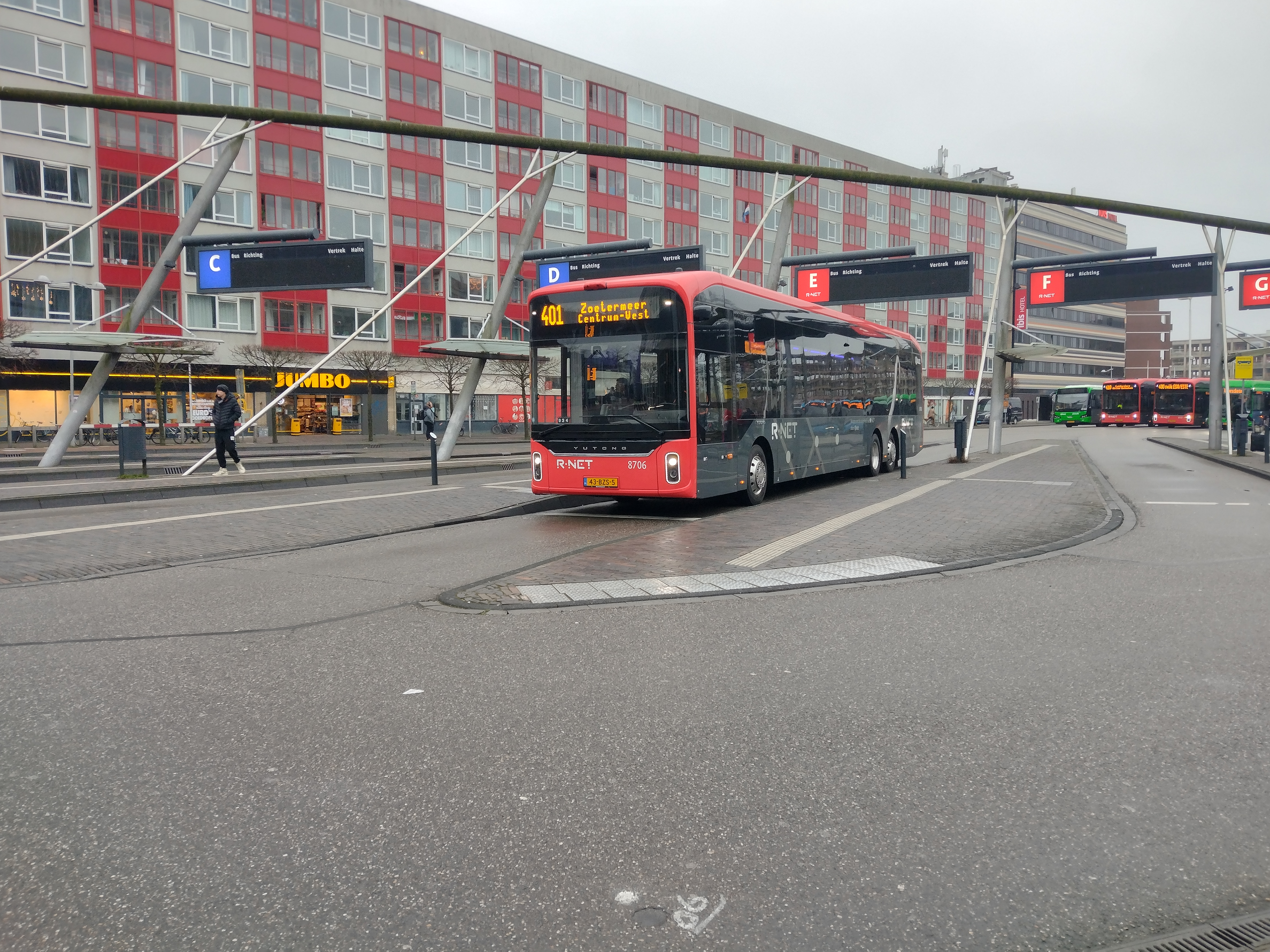
Yutong U15 van QBuzz op station Leiden Centraal
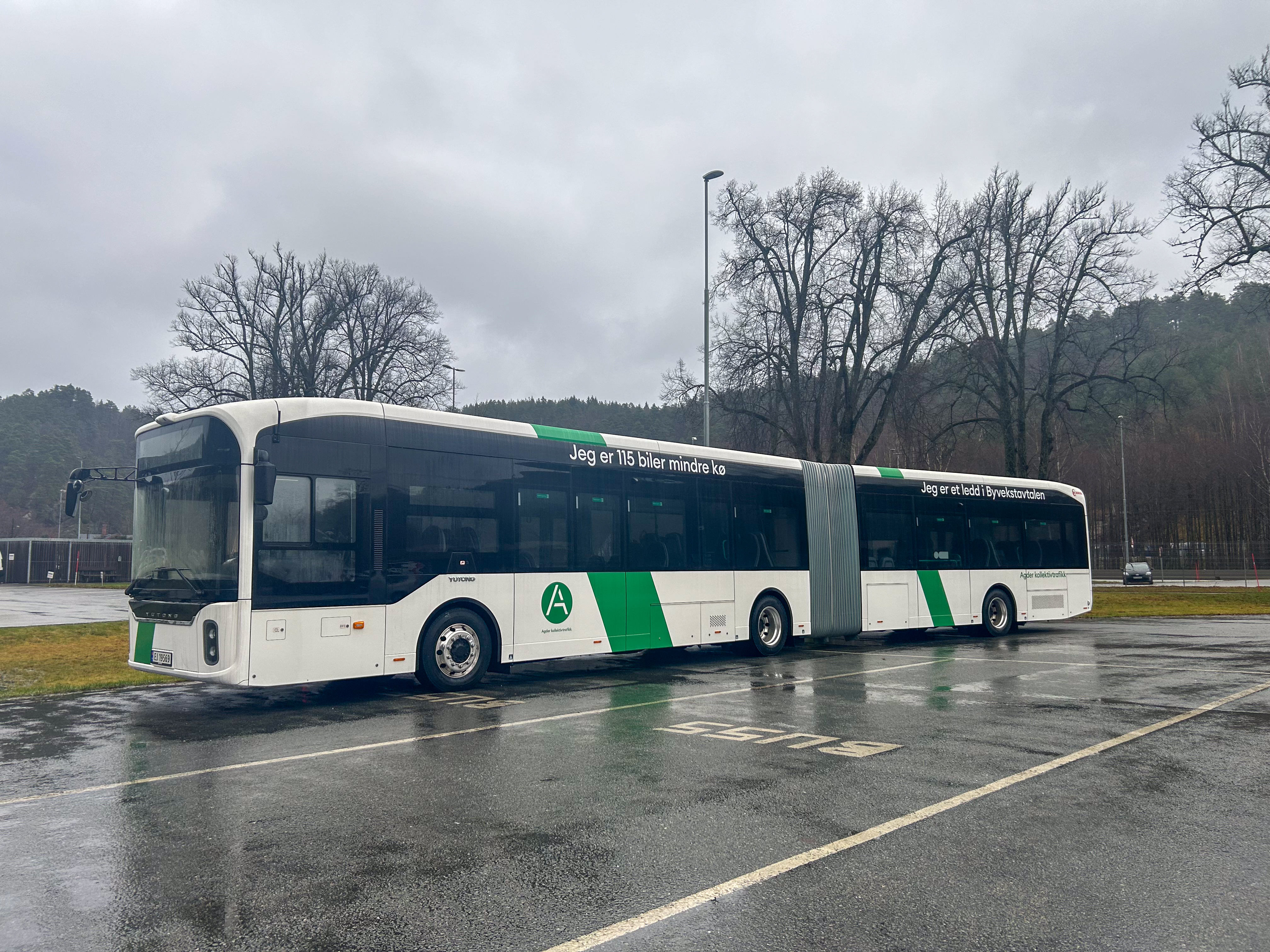
Yutong U18 in Trondheim, Noorwegen
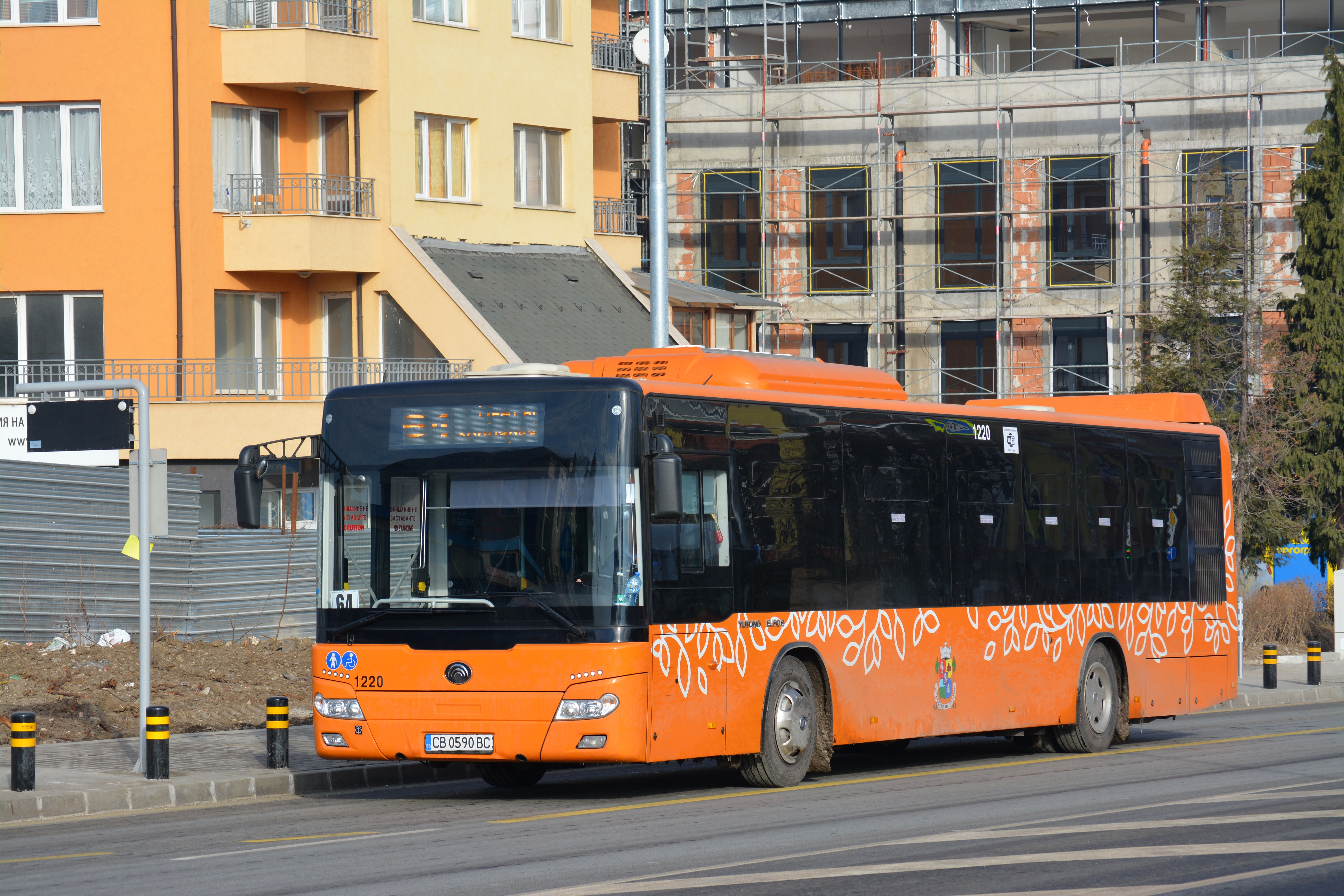
Yutong ZK6126HGA in Sofia, Bulgarije
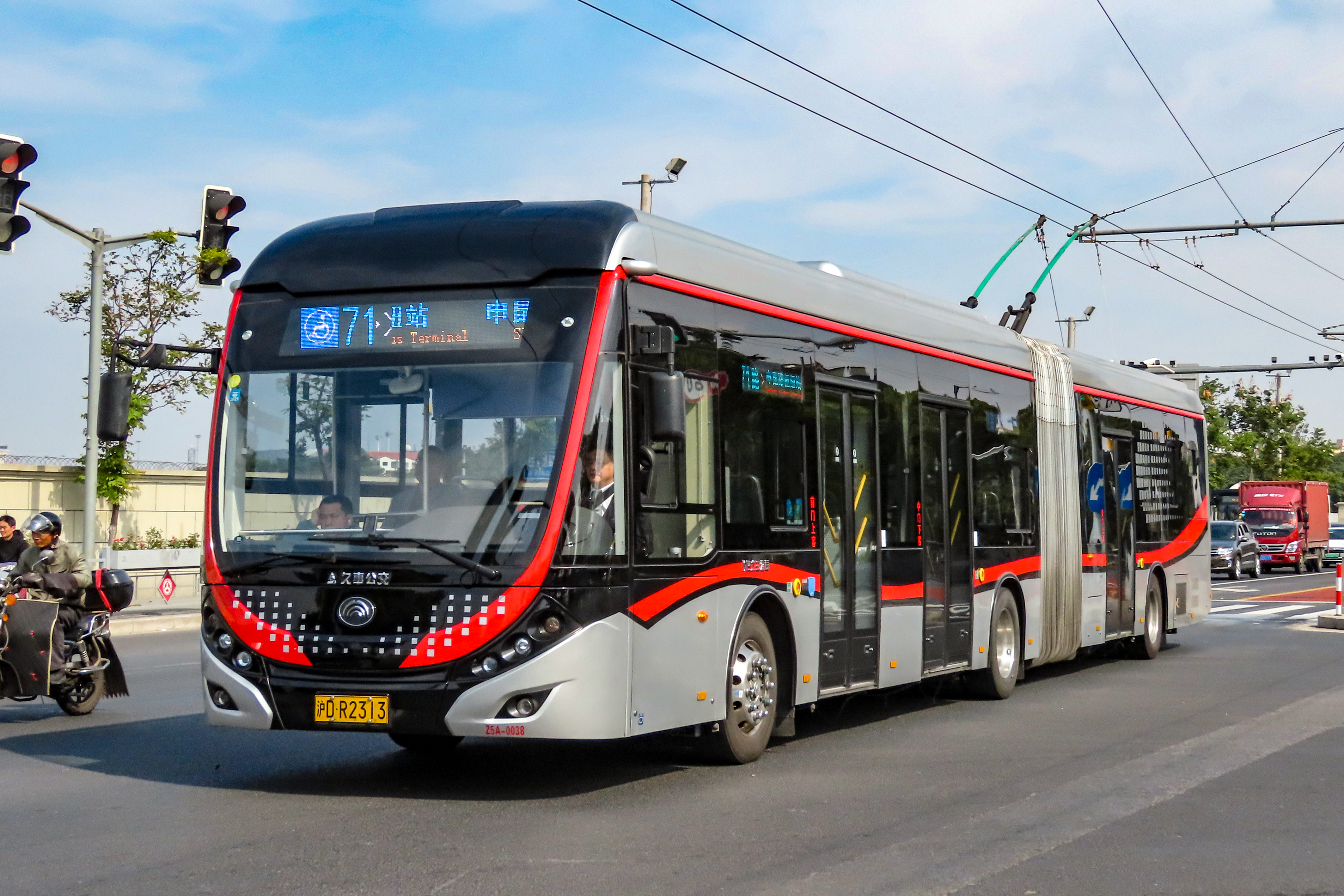
Yutong ZK5180A trolleybus in Shanghai, China
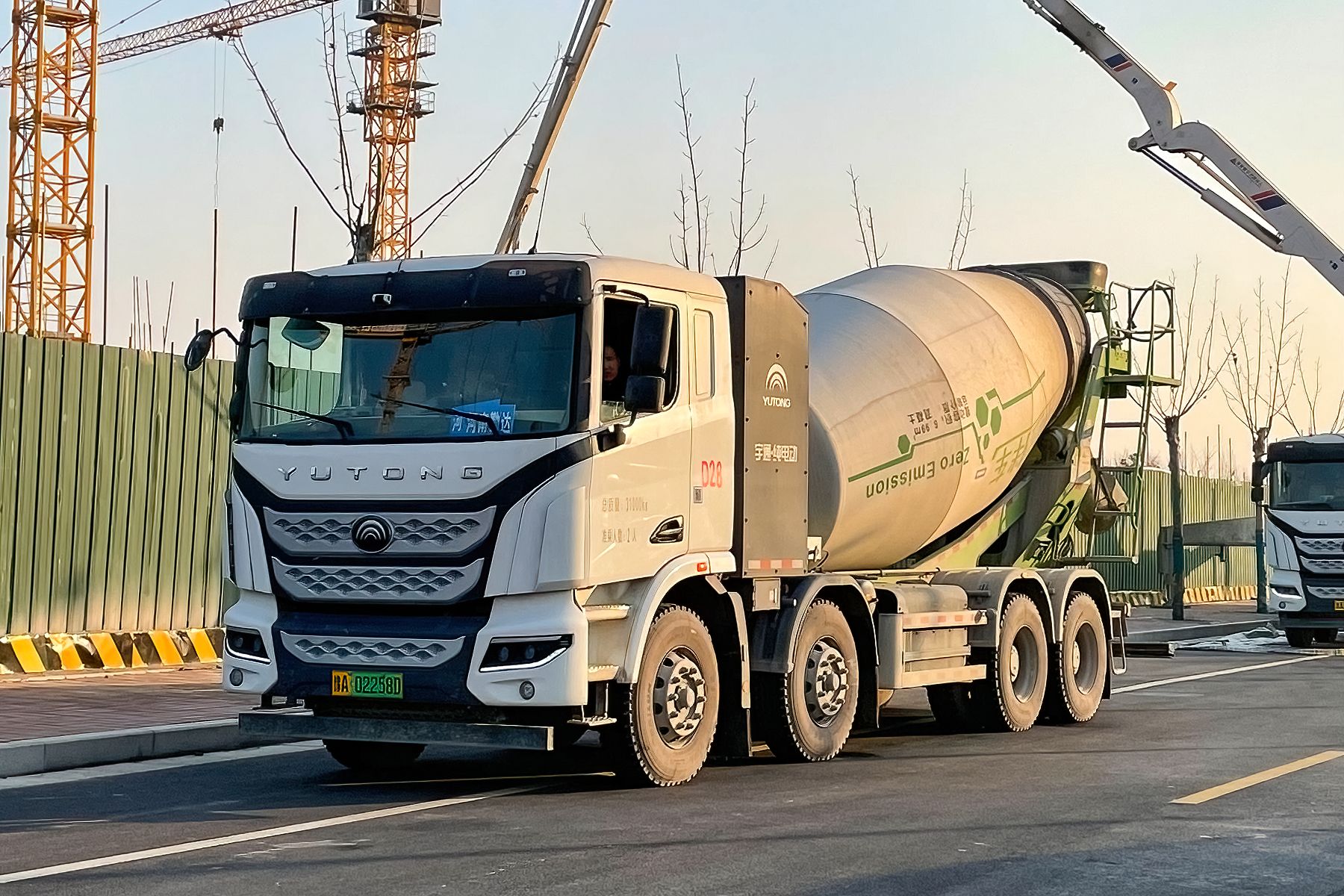
Cementwagen van Yutong
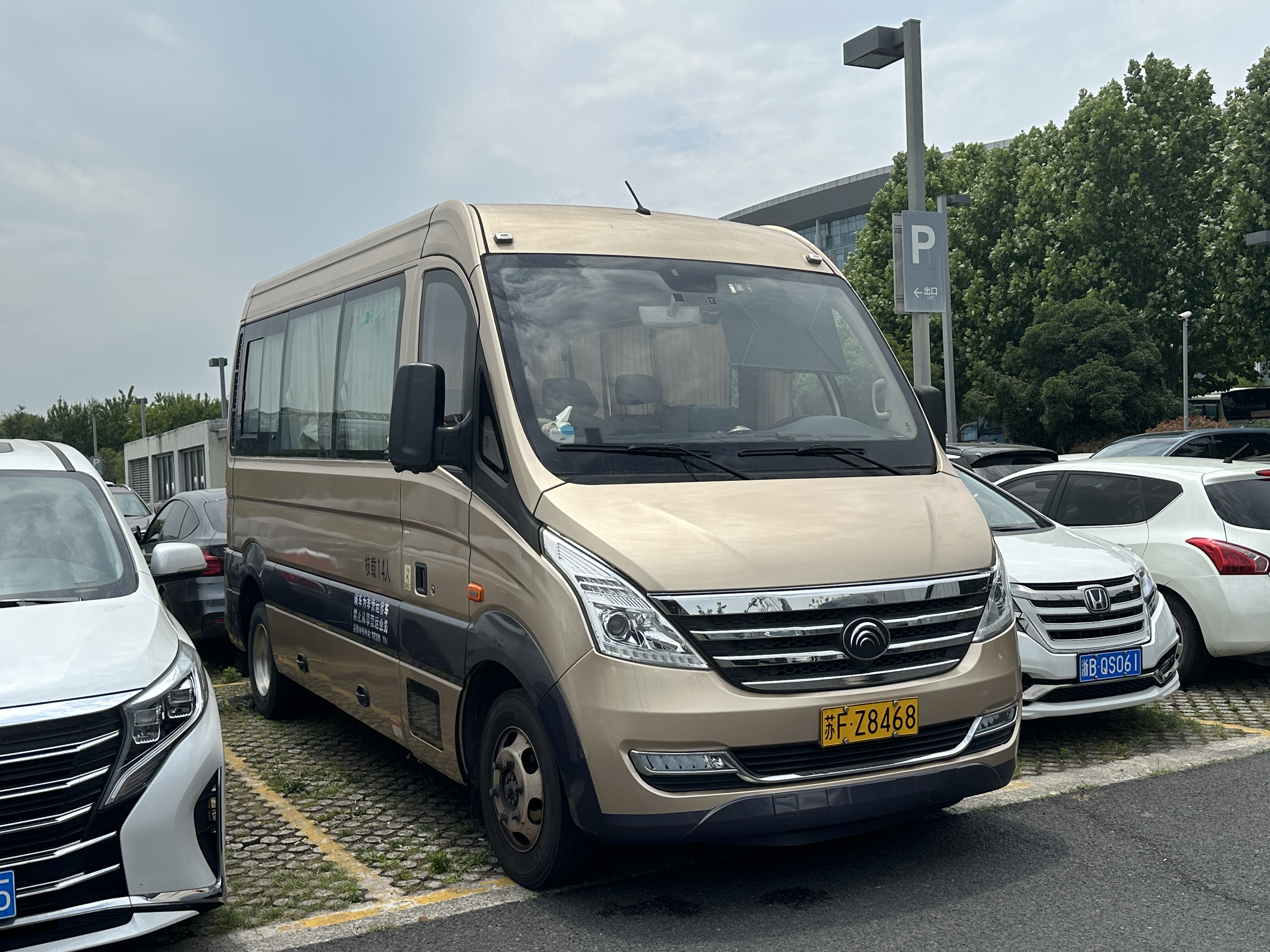
Yutong CL6